# Parti démocrate européen
Pour les articles homonymes, voir Parti démocrate.
Ne doit pas être confondu avec Démocrates européens.
Le Parti démocrate européen (PDE ou EDP en anglais) est un parti politique européen, créé le 16 avril 2004 par le Français François Bayrou et l'Italien Francesco Rutelli, alors chefs respectifs de l'UDF et de la Marguerite, qui sont ses deux premiers coprésidents jusqu'en 2019. François Bayrou en est le seul président à partir de 2019. Il revendique une place au centre de l'échiquier politique européen.
Les Jeunes démocrates européens (YDE) sont l'organisation de jeunesse du Parti démocrate européen.
Le Parti démocrate européen est également membre du Mouvement européen international et était membre de l'Alliance mondiale des démocrates jusqu'à sa dissolution en 2012.

## Naissance
Les représentants d'une dizaine de partis européens se sont réunis le 9 mai 2004 au siège de l'UDF à Paris pour célébrer « la Journée de l'Europe » et poser les jalons d'un nouveau parti européen, partisan de l'Europe fédérale. Célébrant l'appel pro-européen du 9 mai 1950 de Robert Schuman, les participants, issus de partis de centre droit ou gauche, d'Italie, Lettonie, République tchèque, Pologne, Belgique et de Catalogne, mais tous partisans de l'approfondissement de l'Europe, ont donné leur accord et défendu l'idée d'un parti démocrate européen.
« Il manque un grand courant politique qui ne soit ni conservateur ni socialiste et qui porte l'idéal européen, a déclaré le président de l'UDF François Bayrou. C'est ce grand mouvement politique démocrate que nous avons décidé de construire ensemble », a-t-il précisé. Il s'agirait d'un « grand parti démocrate, qui veuille l'union sous le contrôle et avec la participation des citoyens ».
Plusieurs des intervenants qui avaient participé à la création du Parti populaire européen (PPE), qui rassemble les droites chrétienne-démocrates et conservatrices, ont déploré que son groupe au Parlement européen ait accepté en son sein plusieurs partis souverainistes, comme les conservateurs britanniques, et nationalistes.
Le président du Mouvement des citoyens pour le changement (MCC), Gérard Deprez, a regretté qu'on ait laissé entrer dans ce groupe « les forces les plus eurosceptiques du Parlement européen ». « Nous avons eu souvent le sentiment qu'on préférait le nombre à la force de l'inspiration », a pour sa part souligné François Bayrou.
L'ancien maire de Rome, Francesco Rutelli, chef du parti de centre gauche la Marguerite, a estimé que « seule une Europe forte peut éviter la honte européenne, celle qu'on a vue au Kosovo avec des milliers de morts européens ou la division » face à la question de l'Irak.
De son côté, le catalan Josep Antoni Duran i Lleida, président de l'Union démocratique de Catalogne, a souligné que « le problème de l'Europe pour avancer vers une Europe fédérale est aujourd'hui que nous n'avons pas un parti européiste ». Il s'est lui aussi dit favorable à la création d'une « grande force centrale ou centriste, européiste et profondément sociale ».
Participaient aussi à cette journée Josef Brož (cs), secrétaire général de Chemin du changement, parti libéral tchèque, George Lanzmanis pour la Lettonie, secrétaire général de Voie lettonne, parti libéral, ainsi que des représentants polonais d'Union pour la liberté, parti libéral issu du camp de Solidarność.
Le Parti démocrate européen, dont l'UDF a été la principale cheville ouvrière, est officiellement né le 9 décembre 2004 à Bruxelles, sous la présidence d'honneur de Romano Prodi.
Comme l'expliquait François Bayrou, ravi d'avoir gagné son pari européen, « Nous ressentons un vide dans le paysage politique européen. Le centre droit a glissé vers la droite et le centre gauche vers la gauche. Or l'Europe s'est toujours faite au centre. »

## Positions politiques
Politiquement, il se situe entre le Parti socialiste européen (PSE) et le Parti populaire européen (PPE). Il a selon François Bayrou « vocation de regrouper les forces politiques du centre droit et du centre gauche ».
François Bayrou prend pour modèle le parti démocrate américain pour ce « courant démocrate non conservateur et non socialiste ». Fin février 2006, il a d'ailleurs été créé avec la New Democrat Coalition américaine, composante parlementaire centriste du Parti démocrate, une Alliance mondiale des démocrates.
Parmi les points principaux du programme du Parti démocrate européen, on peut citer :
- l'exigence d'institutions plus démocratiques, mettant les citoyens et non les technocrates au centre du projet européen ;
- l'idée que l'Europe doit parler d'une seule voix dans le monde, développer une politique de défense et de sécurité commune, et défendre le multilatéralisme dans les relations internationales ;
- la défense du modèle social européen, qui garantit la libre-concurrence mais agit activement pour combattre ses excès et préserver les services publics qui ne peuvent être abandonnés aux seules force du marché ;
- l'investissement massif dans l'éducation et la recherche pour reconquérir le niveau d'excellence en matière d'enseignement supérieur dont l'Europe a besoin pour être à la pointe de l'innovation ;
- la défense des identités nationales, régionales et locales, et la promotion de la diversité culturelle et linguistique.

François Bayrou, désormais chef de file du Mouvement démocrate (parti ayant succédé à l'UDF), a déclaré vouloir reprendre le projet européen devenu orphelin et affirmer la validité du modèle fédéral. Il espérait une présence du Parti démocrate européen dans tous les pays de l'Union européenne d'ici les élections européennes de 2009, ce qui n'est pas advenu.

### Candidats à laprésidence de la Commission européenne
En 2009, le Parti démocrate européen a soutenu Guy Verhofstadt et Mario Monti afin de proposer une solution crédible à la reconduction de José Manuel Durão Barroso.
Pour les élections européennes de 2014, le Parti démocrate européen a soutenu Guy Verhofstadt partageant son objectif d'approfondir l'intégration européenne.
En 2019, le Parti démocrate européen soutient l'« équipe Europe » du parti ALDE menée notamment par Guy Verhofstadt et Margrethe Vestager.

## Direction
Au 26 juillet 2024, la présidence du PDE est composée de :
- Président : François Bayrou (France) ;
- Vice-présidents exécutifs : Engin Eroglu (Allemagne), Andoni Ortuzar (Pays basque);
- Vice-présidents : Marios Georgiadis (Grèce), Marian Harkin (Irlande), Teresa Bellanova (Italie), Gerrit-Jan van Otterloo (Pays-Bas) Karl Erjavec (Slovénie) et Fernando Clavijo Batlle (Îles Canaries);
- Secrétaire général : Sandro Gozi (Italie) ;
- Secrétaires généraux adjoints : Yvan Verougstraete (Belgique), Frédéric Petit (France), Marina Demetriou (Chypre), Istvan Serto-Radics (Hongrie) et José-Maria Etxebarria (Pays basque) ;
- Trésorier : Jean Marie Beaupuy (France) ;
- Délégué général : Gérard Deprez (Belgique) ;
- Président d'honneur : Níkos Koutsoú (Chypre);
- Représentant des délégations nationales au Parlement européen : Sylvie Brunet (France), Christine Singer (Allemagne), Ciaran Mullooly (Irlande) et Oihane Agirregoitia (Pays basque).

## Financement
En tant que parti politique européen, le PDE a droit à un financement public européen, qu'il a reçu sans interruption depuis 2004.
Le graphique ci-dessous montre l'évolution du financement public européen reçu par le PDE.
Montant (€)Financement public européen des partis politiques européens0200 000400 000600 000800 0001 000 0001 200 0001 400 0002004200720102013201620192022Somme maximum allouée au financement publicMontant de financement public effectivement reçu
Conformément au règlement sur les partis politiques européens et les fondations politiques européennes, le PDE collecte également des fonds privés pour cofinancer ses activités. En 2025, les partis européens doivent ainsi trouver au moins 10% de leurs dépenses remboursables auprès de sources privées, le reste pouvant être couvert par le financement public européen.
Le graphique ci-dessous montre l'évolution des contributions et des dons reçus par le PDE.
Montant (€)Contributions reçues par les partis politiques européens030 00060 00090 000120 000150 000180 00020042008201220162020PDE
Montant (€)Financement public européen des partis politiques européens030006000900012 00015 00020042008201220162020PDE

## Membres

### Partis membres
| Pays             | Parti                                          | Chambre basse | Chambre haute | Parlement européen |
| ---------------- | ---------------------------------------------- | ------------- | ------------- | ------------------ |
| Allemagne        | Électeurs libres (FW)                          | 0 / 734       | 2 / 69        | 3 / 96             |
| Autriche         | Liste Fritz                                    | 0 / 183       | 0 / 60        | 0 / 20             |
| Belgique         | Les Engagés (LE)                               | 14 / 150      | 5 / 60        | 1 / 22             |
| Croatie          | Parti populaire - Les Réformistes (NS)         | 0 / 151       |               | 0 / 12             |
| Espagne          | Parti nationaliste basque (EAJ-PNV)            | 5 / 350       | 5 / 264       | 1 / 61             |
| Espagne          | Coalition canarienne (CC)                      | 1 / 350       | 1 / 264       | 0 / 61             |
| Espagne          | Compromis pour la Galice (CxG)                 | 0 / 350       | 0 / 264       | 0 / 61             |
| France           | Mouvement démocrate (MoDem)                    | 33 / 577      | 4 / 348       | 3 / 81             |
| Grèce            | Mouvement pour la Démocratie (KD)              | 6 / 300       |               | 0 / 21             |
| Hongrie          | Nouveau Commencement (UK)                      | 1 / 199       |               | 0 / 21             |
| Irlande          | Independent Ireland                            | 4 / 160       | 0 / 60        | 1 / 14             |
| Italie           | Italia Viva                                    | 9 / 400       | 7 / 200       | 1 / 76             |
| Italie           | L'Italia c'é                                   | 0 / 400       | 0 / 200       | 0 / 76             |
| Italie           | Tempi nuovi                                    | 0 / 400       | 0 / 200       | 0 / 76             |
| Malte            | Momentum                                       | 0 / 79        |               | 0 / 6              |
| Pays-Bas         | 50 Plus                                        | 0 / 150       | 1 / 75        | 0 / 29             |
| Pologne          | Parti démocratique (SD)                        | 0 / 460       | 0 / 100       | 0 / 51             |
| Portugal         | Juntos pelo Povo (JPP)                         | 1 / 230       |               | 0 / 21             |
| Saint-Marin      | République du futur (RF)                       | 6 / 60        |               | Pas dans l'UE      |
| Slovénie         | Parti démocrate des retraités slovènes (DeSUS) | 0 / 90        |               | 0 / 8              |
| Tchéquie         | Sénateur 21 (SEN 21)                           | 0 / 200       | 4 / 81        | 0 / 21             |
| Union européenne | Jeunes démocrates européens (YDE)              |               |               |                    |

### Partis et mouvements associés
| Pays   | Parti                   | Chambre basse | Chambre haute | Parlement européen |
| ------ | ----------------------- | ------------- | ------------- | ------------------ |
| Chypre | Plateforme des citoyens | 0 / 56        |               | 0 / 6              |

### Membres individuels
Le PDE comprend également un certain nombre de membres individuels, bien que, comme la plupart des autres partis européens, il n'ait pas cherché à développer une adhésion individuelle de masse.
Le graphique ci-dessous montre l'évolution des membres individuels du PDE depuis 2019.
Membres individuelsMembres individuels des partis politiques européens345678910201920202021202220232024PDE
- Belgique Gérard Deprez, ancien député européen.
- Belgique Marie-Christine Marghem, députée fédérale.
- Irlande Marian Harkin, députée européenne de 2004 à 2019, députée indépendante à la chambre basse irlandaise depuis 2020 et Ciaran Mullooly, député européen depuis 2024.

### Anciens membres
- Chypre
  - l'Alliance des citoyens (SYPOL), qui fusionne avec le Mouvement pour la démocratie sociale en 2021 ;
- Croatie
  - le Forum national, parti disparu en 2015 ;
- France
  - l'Union des démocrates et indépendants (UDI), parti qui rejoint le Parti de l'Alliance des libéraux et des démocrates pour l'Europe en décembre 2016 ;
  - Jean-Marie Cavada, ancien eurodéputé indépendant ;
  - Irène Tolleret, députée européenne;
- Grèce
  - Union des centristes
- Italie
  - La Marguerite, parti qui n'existe plus depuis qu'il a fusionné au sein du Parti démocrate en 2007. Cependant l'Alliance pour l'Italie, fondée par Rutelli en 2009, à la suite de ce qu'il considère comme une dérive vers la gauche du Parti démocrate, l'a remplacée au sein du PDE. L'API a elle-même été dissoute en 2016 ;
  - Parti démocrate européen Italie, parti dissout en 2021.
- Lituanie
  - le Parti du travail, parti qui a rejoint en 2012 le Parti de l'Alliance des libéraux et des démocrates pour l'Europe[10] ;
- République tchèque
  - le Chemin du changement, parti disparu en 2009 ;
  - le Parti pour une société ouverte, parti disparu en 2013 ;
- Slovaquie
  - le Parti populaire – Mouvement pour une Slovaquie démocratique, parti disparu en 2014 ;
  - Parti démocrate slovaque (SDS) ;
  - Národná Koalícia, parti en 2019 ;
  - Parti démocrate européen (EDS), en 2019.

## Congrès
Le 2e congrès du PDE s'est tenu à Rome les 30 novembre et 1er décembre 2006. Les motions adoptées sont résumées dans le manifeste « Pour une Union européenne plus forte ».
Le 3e congrès du PDE s'est tenu à Bruxelles les 5 et 6 décembre 2008. Une résolution a été adoptée à cette occasion.
Le 4e congrès du PDE s'est tenu à Bruxelles les 11 et 12 novembre 2010.
Le 5e congrès du PDE s'est tenu à Bruxelles le 6 décembre 2012. Il a été marqué par la présence du commissaire européen Michel Barnier, de l'ancien premier ministre belge Guy Verhofstadt et du blogueur égyptien Mahmoud Salem. Un message du président du Conseil italien Mario Monti a également été diffusé.
Le 6e congrès du PDE s'est tenu à Bruxelles les 10 et 11 décembre 2014.

## Présence auParlement européen
Au Parlement européen, ses députés siègent avec les libéraux (Parti de l'Alliance des libéraux et des démocrates pour l'Europe, menés par le Britannique Graham Watson puis par le belge Guy Verhofstadt) au sein du groupe de l'Alliance des démocrates et des libéraux pour l'Europe. Les démocrates partagent avec les libéraux une conception commune de l'Europe (institutions démocratiques, fédéralisme, protection des identités) mais divergent généralement sur les questions économiques et de société.
Le nouveau parti revendiquait 25 députés européens qui ont siégé, entre juin 2004 et juin 2009, avec les 63 députés libéraux au sein du groupe politique de l'Alliance des démocrates et des libéraux pour l'Europe (ADLE). Il n'en compte plus que 8 depuis les élections européennes de juin 2009, puis 13 après les élections de 2014 (9 députés en 2018), toujours au sein du groupe ADLE.

### 2004-2009
Voir Alliance des démocrates et des libéraux pour l'Europe.

### 2009-2014
| Pays      | Parti               | MPE                                              |
| --------- | ------------------- | ------------------------------------------------ |
| Irlande   | Indépendante        | Marian Harkin                                    |
| Espagne   | PNV                 | Izaskun Bilbao Barandica                         |
| Slovaquie | ĽS-HZDS             | Sergej Kozlík                                    |
| France    | Mouvement démocrate | Jean-Luc Bennahmias                              |
| France    | Mouvement démocrate | Sylvie Goulard                                   |
| France    | Mouvement démocrate | Nathalie Griesbeck                               |
| France    | Mouvement démocrate | Robert Rochefort                                 |
| France    | Mouvement démocrate | Marielle de Sarnez (présidente de la délégation) |

### 2014-2019
| Pays      | Parti                                     | MPE                            |
| --------- | ----------------------------------------- | ------------------------------ |
| Allemagne | Électeurs libres                          | Ulrike Müller                  |
| Irlande   | Indépendante                              | Marian Harkin                  |
| Espagne   | PNV                                       | Izaskun Bilbao                 |
| Portugal  | Parti démocrate républicain               | António Marinho e Pinto        |
| France    | Mouvement démocrate                       | Robert Rochefort               |
| France    | Mouvement démocrate                       | Sylvie Goulard (2014-2017)     |
| France    | Mouvement démocrate                       | Nathalie Griesbeck             |
| France    | Mouvement démocrate                       | Marielle de Sarnez (2014-2017) |
| France    | Génération citoyens                       | Jean-Marie Cavada              |
| France    | UDI (2014-2016)                           | Jean Arthuis (2014-2016)       |
| France    | UDI (2014-2016)                           | Dominique Riquet (2014-2016)   |
| Slovénie  | Parti démocrate des retraités slovènes    | Ivo Vajgl                      |
| Belgique  | Mouvement des citoyens pour le changement | Gérard Deprez                  |
| Roumanie  | Pro Romania (observateur)                 | Daciana Sârbu                  |
| Roumanie  | Pro Romania (observateur)                 | Laurențiu Rebega               |

### 2019-2024
| Pays      | Parti               | MPE                   |
| --------- | ------------------- | --------------------- |
| Allemagne | Électeurs libres    | Engin Eroglu          |
| Allemagne | Électeurs libres    | Ulrike Müller         |
| Espagne   | PNV                 | Izaskun Bilbao        |
| France    | Mouvement démocrate | Sylvie Brunet         |
| France    | Mouvement démocrate | Catherine Chabaud     |
| France    | Mouvement démocrate | Laurence Farreng      |
| France    | Mouvement démocrate | Christophe Grudler    |
| France    | Mouvement démocrate | Max Orville           |
| France    | Mouvement démocrate | Marie-Pierre Vedrenne |
| France    | Sandro Gozi         |                       |
| France    | Irène Tolleret      |                       |
| Italie    | Italia Viva         | Nicola Danti          |
| Roumanie  | Pro Romania         | Corina Crețu          |

## Représentation au sein des institutions européennes
| Organisation        | Institution                                        | Nombre de sièges |
| ------------------- | -------------------------------------------------- | ---------------- |
| Union européenne    | Parlement européen                                 | 10 / 720         |
| Union européenne    | Commission européenne                              | 0 / 27           |
| Union européenne    | Conseil européen (chefs d'État ou de gouvernement) | 0 / 27           |
| Union européenne    | Conseil de l'UE (ministres)                        |                  |
| Union européenne    | Comité européen des régions                        | 11 / 329         |
| Conseil de l'Europe | Assemblée parlementaire                            |                  |